# Granatnik CIS 40GL
40GL – singapurski samodzielny granatnik jednostrzałowy. Produkowany od końca lat 80. XX wieku, używany przez armię Singapuru.
40GL jest wyposażony w lufę odchylaną w lewą stronę. Od broni można odłączyć kolbę i po przyłączeniu do granatnika adaptera użyć go jako granatnika podwieszanego.